# Wettkampforte der Olympischen Sommerspiele 2004
Die Olympischen Sommerspiele 2004 wurden an diesen Wettkampforten ausgetragen.

## Athen und Umgebung

### Olympia-Sportkomplex Athen
Der Olympia-Sportkomplex Athen (griechisch Ολυμπιακό Αθλητικό Κέντρο Αθήνας, Olympiako Athlitiko Kentro Athinon, auch kurz OAKA), der den Namen des ersten Marathon-Olympiasiegers Spyridon Louis trägt, wurde nach einem Entwurf des spanischen Architekten Santiago Calatrava für die Olympischen Spiele teilweise neu errichtet. Der Komplex liegt im Athener Vorort Marousi, zehn Kilometer nordöstlich des Stadtzentrums und 14,5 Kilometer vom olympischen Dorf entfernt. Fünf Wettkampfstätten sind in dem Komplex vereinigt.

#### Zentrales Olympiastadion
Das Olympiastadion wurde bereits 1980 erbaut und diente schon vor den Olympischen Spielen als Austragungsort von Großereignissen. Es wurde im Vorfeld für 156 Millionen Euro umgebaut.
Das Olympiastadion war Austragungsort der Leichtathletikwettbewerbe und des Endspiels im Fußballturnier sowie Veranstaltungsort der Eröffnungs- sowie Abschlussfeier.

#### Wassersportzentrum
Das Wassersportzentrum wurde bereits 1991 erbaut und besteht aus zwei Außenbecken und einem überdachten Becken. Es war Austragungsort für die Wasserball-Spiele, die Schwimmwettbewerbe und die Wettbewerbe im Turmspringen.
Negativ in die Schlagzeilen geriet der Wassersportkomplex, weil das für das größere Außenbecken geplante Dach aus Zeitnot nicht gebaut werden konnte.

#### Olympiahalle
Die Olympiahalle stammte aus dem Jahr 1995 und wurde im Vorfeld der Olympischen Spiele saniert. In ihr fanden schon vorher bedeutende Großereignisse statt. Bei Olympia diente die Halle als Austragungsort der Wettbewerbe im Gerätturnen und Trampolinturnen. Auch die Endspiele im Basketball fanden in der Olympiahalle statt.

#### Velodrom
Im Velodrom, das für die Olympischen Spiele 2004 neu errichtet wurde, trugen die Bahnradfahrer ihre Wettkämpfe aus.

#### Tenniszentrum
Das Tenniszentrum wurde ebenfalls für die Olympischen Sommerspiele 2004 neugebaut. Es war mit seinen insgesamt 16 Tennisplätzen Austragungsort der Tennis-Begegnungen.

### Olympisches Segelzentrum Agios Kosmas
Im Olympischen Segelzentrum Agios Kosmas (griechisch Ολυμπιακό Κέντρο Ιστιοπλοϊας Αγίου Κοσμά) fanden die Segelwettbewerbe statt. Der Regattahafen liegt 12 km südlich des Stadtzentrums im Vorort Elliniko. Die Entfernung zum olympischen Dorf betrug 33,6 km. In das Segelzentrum wurden 10,5 Millionen Euro investiert.
Bei den Siegerehrungen fanden 1.600 Zuschauer auf einer provisorischen Tribüne Platz.

### Ano Liossia Olympic Hall

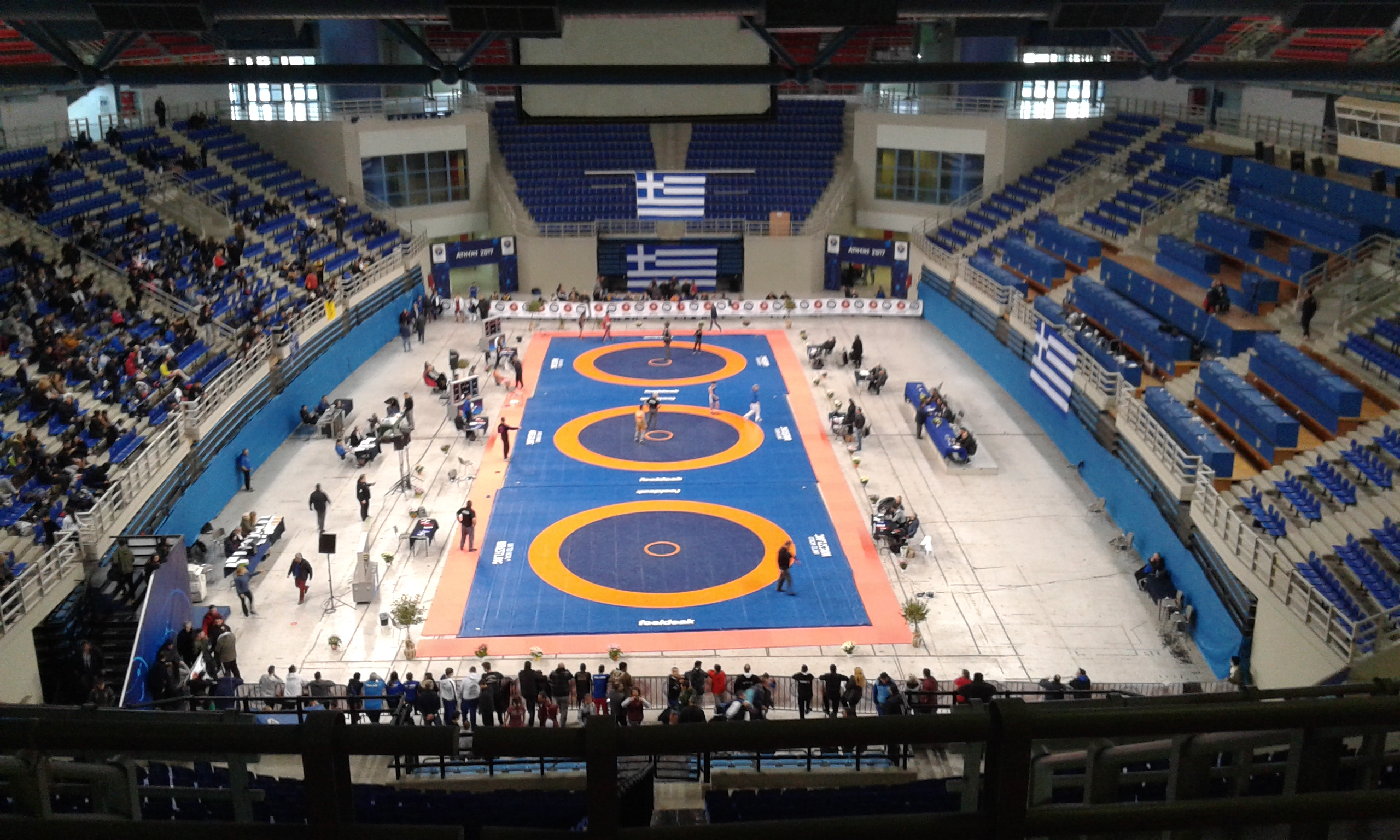

In der Ano Liossia Olympic Hall, die 9.327 Zuschauern Platz bietet, fanden die Wettkämpfe im Judo und Ringen statt. Die Halle liegt 25 km nordwestlich des Stadtzentrums und ihre Entfernung zum olympischen Dorf betrug 17 Kilometer entfernt. Die Baukosten betrugen 71,3 Millionen Euro.
Der gesamte Komplex ist mit allen Räumlichkeiten inklusive Aufwärmmöglichkeiten, Ruheräume und Verwaltung über 35.000 Quadratmeter groß.

### Faliro Coastal Zone Olympic Sports Complex
Der Faliro Coastal Zone Olympic Sports Complex liegt rund zehn Kilometer von Athen entfernt an der Küste. Er wurde zusammen mit einem Yachthafen und einer Promenade gebaut und besteht aus drei Wettkampfstätten.

#### Sports Pavilion
Im Sports Pavilion fanden die Wettkämpfe im Taekwondo statt. Zudem wurden in ihm die Vorrundenspiele im Handball ausgetragen. Der Neubau, der innerhalb von zwei Jahren errichtet wurde, kostete rund 38 Millionen Euro.

#### Stadion des Friedens und der Freundschaft
Das bereits 1995 erbaute Stadion des Friedens und der Freundschaft wurde als Austragungsort der Volleyball-Spiele genutzt. Die Halle wurde im Vorfeld der Spiele für über sieben Millionen Euro saniert.

#### Olympic Beach Volleyball Centre
Im Faliro Olympic Beach Volleyball Centre wurden die Beachvolleyball-Turniere der Frauen und Männer ausgetragen.

### Galatsi Olympic Hall
In der Galatsi Olympic Hall fanden die Wettkämpfe im Tischtennis und in der Rhythmischen Sportgymnastik statt.
Die Halle liegt in Galatsi, einem Vorort acht Kilometer nördlich des Stadtzentrums von Athen, und war 16 km vom olympischen Dorf entfernt. Sie bietet Platz für 6.200 Zuschauer und kostete 43 Millionen Euro.

### Goudi Olympic Complex
Der Goudi Olympic Complex ist ein für die Spiele neu errichtetes Sportzentrum. Es liegt im östlichen Stadtzentrum und war 28,5 km vom olympischen Dorf entfernt. Der Komplex besteht aus zwei verschiedenen Anlagen:
- In der Goudi Olympic Hall fanden die Badminton-Wettkämpfe sowie die Schieß- und Fechtwettbewerbe des Modernen Fünfkampfs statt. Die Zuschauerkapazität beträgt 4.100 (Badminton) bzw. 3.000 (Moderner Fünfkampf).
- Im Olympic Modern Pentathlon Centre fanden die drei restlichen Wettkämpfe des Modernen Fünfkampfs statt, also Schwimmen, Springreiten und Geländelauf. Die Zuschauerkapazität beträgt 2.500 beim Schwimmen sowie 5.000 beim Reiten und Laufen.

### Elliniko Olympic Complex
Der Elliniko Olympic Complex ist ein Sportzentrum im Athener Vorort Elliniko. Er ist 36,2 Kilometer vom olympischen Dorf entfernt und befindet sich auf einem alten Flughafengelände. Der Komplex besteht aus fünf Sportanlagen.

#### Indoor Arena und Fencing Hall
In der Elliniko Indoor Arena wurden die Vorrundenspiele im Basketball und die Finalrundenspiele im Handball, in der Elliniko Fencing Hall die Fechtwettbewerbe ausgetragen. Die Anlagen wurden am 31. Mai 2004 fertiggestellt und kosteten rund 80 Millionen Euro.

#### Olympic Baseball Centre
Für zehn Millionen Euro wurden zwei Baseballfelder gebaut, die erst einen Tag vor der Eröffnung der Olympischen Spiele eröffnet wurden.

#### Olympic Softball Stadium
Das Elliniko Olympic Softball Centre war Austragungsort des Softball-Turniers. Es wurde für acht Millionen Euro errichtet und am 30. Juli 2004 eröffnet.

#### Olympic Canoe/Kayak Slalom Centre
Das Zentrum für die Kanu- und Kajak-Wildwasserwettbewerbe umfasst einen Trainingskurs, den Wettkampfkurs und einen See fürs Aufwärmen. Der Komplex wurde für zehn Millionen Euro errichtet und mit dem Wildwasser-Weltcup vom 22. bis 25. April 2004 eingeweiht.

#### Olympic Hockey Centre
Das anlässlich der Olympischen Spiele errichtete Feldhockey-Zentrum umfasst zwei Hockey-Stadien und einen Trainingsplatz. Es wurde am 11. August 2004 eröffnet.

### Nikea Olympic Hall
In der Nikea Olympic Hall fanden die Wettkämpfe im Gewichtheben statt, einer in Griechenland sehr populären Sportart. Die Halle liegt im südwestlich gelegenen Vorort Nikea, acht Kilometer vom Stadtzentrum entfernt. Die Entfernung zum olympischen Dorf betrug 29,5 Kilometer. Die Halle bietet Platz für 5.100 Zuschauer und kostete 39 Millionen Euro.
Die Nikea Olympic Hall ist laut Angaben des Organisationskomitees die einzige reine Gewichtheberhalle der Welt.

### Panathinaikon-Stadion
Das Panathinaikon-Stadion ist das Olympiastadion der ersten Olympischen Spiele der Neuzeit und befindet sich im Athener Stadtzentrum. Hier fanden die Wettkämpfe im Bogenschießen statt; zudem endeten die beiden Marathonläufe hier.

### Peristeri Olympic Boxing Hall
In der Peristeri Olympic Boxing Hall fanden die Wettkämpfe im Boxen statt. Die Halle liegt im nordwestlichen Vorort Peristeri, der acht Kilometer vom Zentrum Athens liegt. Das olympische Dorf war 18 Kilometer entfernt. Die Halle bietet Platz für 8.000 Zuschauer.

### Vouliagmeni Olympic Centre
Die Triathlon-Wettkämpfe sowie das Rad-Zeitfahren fanden beim Vouliagmeni Olympic Centre statt. Die Entfernung des Zentrums zu Athen beträgt 20 Kilometer und betrug zum olympischen Dorf 45 Kilometer. Das Olympia-Zentrum bestand aus einer provisorischen Tribüne für 3.600 Zuschauer sowie der Wechselzone für die Triathleten. Die eigentliche Rennstrecke im südlich gelegenen Vouliagmeni, einem Athener Nobelvorort, war frei zugänglich.

### Athener Innenstadt/Radrennkurs
Der Radrennkurs befand sich im Zentrum Athens und war 28,5 km vom olympischen Dorf entfernt.
Hier fanden die Rad-Straßenrennen der Männer und Frauen statt. Der Rundkurs führte durch die Innenstadt an wichtigen Sehenswürdigkeiten (unter anderem am Parlament, an der Akropolis und an der Agora) vorbei. Start und Ziel befanden sich gegenüber dem Rathaus am Kotzia-Platz.

## Außerhalb Athens

### Marathon
In Marathon starteten die beiden Marathonläufe, die in dem Panathinaikon-Stadion endeten.

### Markopoulo Olympic Equestrian Centre
Im Markopoulo Olympic Equestrian Centre wurden die Reitwettbewerbe ausgetragen. Das Reitzentrum liegt rund 50 Kilometer von Athen entfernt, südlich des Athener Flughafens Eleftherios Venizelos. Die Entfernung zum olympischen Dorf betrug 43 km. Das Gelände ist 94 Hektar groß und umfasst Tribünen, Trainingsfelder und Ställe für 300 Pferde.
Die Zuschauerkapazität betrug 15.000 beim Military, 10.000 beim Springreiten und 8.100 beim Dressurreiten. In das Reitsportzentrum wurden 181 Millionen Euro investiert.
656 Olivenbäume mussten dem neuen Reitzentrum weichen. Die Bäume wurden aber nicht gefällt, sondern ausgegraben und bei anderen olympischen Wettkampfstätten neu eingepflanzt.

### Markopoulo Olympic Shooting Centre
Im Markopoulo Olympic Shooting Centre fanden die Wettkämpfe im Sportschießen statt. Das Schießzentrum wurde anlässlich der Weltmeisterschaften im April 2004 eingeweiht und liegt südlich des Athener Flughafens Eleftherios Venizelos. Die Schießstände sind in vier Gebäuden untergebracht, insgesamt finden 4.000 Zuschauer Platz.

### Parnitha Olympic Mountain Bike Venue
Das Parnitha Olympic Mountain Bike Venue ist ein bewaldetes Gelände am Berg Parnitha 35 km von Athen und 7,5 km vom olympischen Dorf entfernt. Auf dem 100 Hektar großen Gelände fanden die Mountainbike-Wettkämpfe statt. Es liegt in dem westlichen Vorort Acharnes.

### Schinias Olympic Rowing and Canoeing Centre
In dem Schinias Olympic Rowing and Canoeing Centre wurden die Wettkämpfe im Rudern und Kanurennsport ausgetragen. Es liegt östlich der Stadt Marathon und bietet Platz für 14.000 Zuschauer.

### Olympia
Das antike Stadion in Olympia war der Austragungsort der Wettbewerbe im Kugelstoßen.

### Stadien für Fußballspiele
Die olympischen Fußballspiele fanden in den Stadien:
- Pampeloponnisiako, Patras,
- Pankrito, Iraklio,
- Panthessaliko, Volos,
- Karaïskáki, Piräus,
- Kaftanzoglio, Thessaloniki, und
- Olympiastadion, Athen

statt.